# Thoraya Ahmed Obaid
Thoraya Ahmed Obaid, une diplomate saoudienne, est la directrice exécutive du Fonds des Nations unies pour la population (FNUAP) à l'ONU et aussi membre du Cabinet du Secrétaire général des Nations unies. Elle est la première Saoudienne à la tête  d'un organe de l'ONU.

## Biographie
En 1963, elle fut la première femme saoudienne à recevoir une bourse du gouvernement de l'Arabie saoudite pour étudier dans une université aux États-Unis.
Titulaire de plusieurs diplômes, en 1966 elle finit ses études en littérature anglaise et sociologie au Mills College d'Oakland, en Californie. Deux années plus tard, elle obtient une maîtrise en littérature anglaise et ethnologie à l'université de Wayne State de Détroit, au Michigan. Elle enchaînera en 1974 avec un PhD de la même matière à la même université.
Entre 1975 et 1998, elle travaillait à la Commission économique et sociale pour l'Asie occidentale (CESAO). Entre 1998 et 2000, elle fut Directrice de la Division des pays arabes et de l'Europe au (FNUAP). 
De 2001 à 2010, elle est directrice exécutive du FNUAP,.
En 2013, elle est nommée au Conseil de la Choura saoudien par le roi Abdallah ben Abdelaziz Al Saoud.